# 校閱女孩
《校閱女孩》（日语：校閲ガール，另譯：校閱女孩─時尚女孩向前衝）為日本作家宮木綾子創作的系列小說。首部作品於2014年3月14日由角川書店出版。2016年10月改編為連續劇。

## 故事概要
北關東出身、家境富裕且喜愛閱讀的河野悅子，一心一意嚮往時尚雜誌的編輯工作。高中畢業後，進入東京的貴族大學「聖妻女子大學」，經過競爭激烈的考試之後，終於如願至大型出版社任職，出版社主管卻因為她的名字，將悅子調至負責校對的部門（女主角名字〔〕的簡稱〔〕，恰巧與校對〔〕發音相同）⋯⋯

## 書籍情報
日文版
- 《校閱女孩》（單行本），ISBN 9784040663630，2014年3月14日出版
- 《校閱女孩》（角川文庫），ISBN 9784041042205，2016年8月25日出版
- 《時髦的校閱女孩》（單行本），ISBN 9784041036440，2015年12月18日出版
- 《捲入時尚風潮的校閱女孩》（單行本），ISBN 9784041044926，2016年10月29日出版

中文版
- 《校對女王1》，ISBN 9789864734696，台灣角川，2017年1月11日出版，譯者：許婷婷
- 《校對女王2 À la mode》，ISBN 9789864735686 ，台灣角川，2017年3月27日出版，譯者：許金玉
- 《校對女王3 Tornado》，ISBN 9789864737079 ，台灣角川，2017年6月29日出版，譯者：韓宛庭

## 連續劇（日本版）
《 》，2016年10月5日至12月7日，於日本電視台「週三連續劇」時段播出。由石原聰美主演。臺灣緯來日本台將劇名譯為《校對女王》，2016年10月8日起每週六晚間9點與日本同集首播。OTT平台KKTV則於日本播畢後全集上架，並附中日文字幕切換功能。
特別劇《不起眼卻很厲害！DX 校閱女孩·河野悅子》於2017年9月20日播出。故事時間設定為日劇本篇的一年後，新加入的演員為木村佳乃及佐野日向子。臺灣緯來日本台將其譯為「校對女王VS時尚惡魔」，於2017年10月8日播出。

### 登場人物

#### 主要人物
- 河野悅子（28）：石原聰美

景凡社校對部的校對人員。
- 折原幸人（23）：菅田將暉

大學生，另一個身分是以「是永是之」為筆名的作家，有「笨蛋能拯救地球嗎」、「如犬一般」等作品。「是永是之」讀作，但河野初次讀到這個名字時，卻錯唸成，鬧了不少笑話。
- 森尾登代子（26）：本田翼[5]

悦子的高中學妹、景凡社時尚雜誌「Lassy」編輯。
- 貝塚八朗（36）：青木崇高

景凡社文藝編輯部的編輯。
- 茸原渚音（51）：岸谷五朗

景凡社校對部部長。小說家櫻川葵的前男友。因茸原的母親喜歡蘇格蘭男星，因此將兒子的名字取做與「史恩」（ショーン）發音相近的「渚音」（しょおん），櫻川也會用「史恩」來稱呼茸原。

#### 景凡社校對部
- 藤岩凛音（藤岩 りおん，35）：江口德子

景凡社校對部的校對人員。已婚。
- 米岡光男（36）：和田正人

景凡社校對部的校對人員。
- 青木祥平（26）：松川尚瑠輝

景凡社校對部的校對人員。
- 坂下梢（40）：麻生佳穗里（日语：麻生かほ里）

景凡社的校對人員。
- 目黑真一郎（50）：高橋修

景凡社的校對人員。

#### 景凡社「Lassy」編輯部
- 龜井沙也加（亀井 さやか，42）：芳本美代子（日语：芳本美代子）

景凡社時尚雜誌「Lassy」總編輯。
- 波多野望（35）：伊勢佳世

景凡社時尚雜誌「Lassy」副總編輯。

#### 其他人物
- 尾田大將（48）：田口浩正（日语：田口浩正）

關東煮店「（／）」的大廚（／）。與悅子的父親是舊識，因曾受他的恩惠，所以為了報恩，對悅子十分照顧。
- 今井聖紫瑠（今井セシル，23）：足立梨花

景凡社櫃檯小姐。
- 佐藤百合（25）：曾田茉莉江（日语：曽田茉莉江）

景凡社櫃檯小姐。
- 正宗信喜（23）：杉野遙亮

首都印刷公司營業員。
- 東山：三宅康敏（日语：ミスターちん）

關東煮店的常客。
- 西田：長江英和（日语：長江英和）

關東煮店的常客。
- 北川：店長松本（日语：店長松本）

關東煮店的常客。

#### 各集客串角色

##### 第1集
- 本鄉大作（65）：鹿賀丈史（第7集、第9集、完結篇，特別演出）

隱居某處的推理小說作家。折原幸人的親生父親。

##### 第2集
- 小森谷亞季：友坂理惠

與女兒相依為命的單親媽媽兼知名部落客。在經濟拮据下探索出許多節儉妙招，進而向景凡社徵詢集結出版成書的可行性。

##### 第3集
- 四條真理惠：賀來千香子（日语：賀来千香子）

獲得多項文學大獎提名的著名作家。

##### 第4集
- 杉本明日香：南澤奈央（小學時期：福岡沙彩）

即將出版自傳的知名女星。
- 山之内隆：山中聰（日语：山中聡）

八卦雜誌「周刊往來」記者。
- 杉本百合香：三雲咲空

明日香的女兒。

##### 第5集
- 古井登紀子：川原亞矢子（日语：川原亜矢子）

著名造型師。

##### 第6集
- 桐谷步：安藤政信

前作家，貝塚曾擔任他的責任編輯。因為某種原因而封筆，對貝塚懷有恨意。
- 三宅小姐：三宅宏實[6]

在公園與幸人比腕力的路人女子。客串此集的三宅宏實為日本女子舉重選手。

##### 第7集
- 蛭子能收：本人飾演

熟識本鄉的漫畫家。小時候的幸人覺得他的漫畫一點都不好看。

##### 第8集
- 櫻川葵：伊藤和枝

戀愛小説家。茸原部長的前女友。

##### 完結篇
- 折原亮子：淺田美代子（日语：浅田美代子）

幸人的母親，在幸人很小的時候就跟丈夫離婚了，獨自將幸人帶大。
- 岩崎春江（岩崎はるえ）：長谷部香苗（日语：長谷部香苗）

岩崎正的妻子。
- 岩崎正：本田博太郎（日语：本田博太郎）

本鄉老師的舊識。以「直木龍之介」之名剽竊本鄉的作品。

##### 特別篇
- 二階堂凜：木村佳乃

《LASSY》的新任總編輯。
- 三枝貢：大高洋夫（日语：大高洋夫）

著名作家，二階堂凜的前夫，留有「春彦的異變」、「不安定的夏天」、「秋子的成見」、「越過冬天」四部遺作。
- 橘花戀：佐野日向子

幸人的新任責任編輯。

### 製作團隊
- 原作：宮木綾子（日语：宮木あや子）「校閲女孩」系列（角川書店）
- 劇本：中谷真由美（日语：中谷まゆみ）、川崎泉
- 製作統籌：西憲彦
- 製作人：小田玲奈、森雅弘（日本電視台）、岡田和則（光和國際）
- 導演：佐藤東彌、小室直子、森雅弘
- 音樂：大間間昴
- 主題曲：栞菜智世（Heaven's Door ～陽光照耀之地～）（日本環球音樂）
- 片頭曲：chay（12月的雨）（日本華納音樂）
- 音樂製作人：志田博英
- 校對顧問：柳下恭平（鷗來堂）
- 製作協助：光和國際
- 製作出品：日本電視台

### 播出日程
- 收視率最高值以紅色表示，收視率最低值以藍色表示。

| 集數                                                     | 播出日期 | 日文標題 | 中文標題 | 編劇       | 導演     | 收視率 | 備註         |
| -------------------------------------------------------- | -------- | -------- | --- | ---------- | -------- | ------ | ------------ |
| 1                                                        | 10月5日  |          | 為什麼我得做校對的工作？時尚校對女孩大顯身手！                                                                               | 中谷真由美 | 佐藤東彌 | 12.9%  | 10分鐘加長版 |
| 2                                                        | 10月12日 |          | 毒舌且不拘常規的校對女孩！過於投入導致的重大失誤                                                                             | 中谷真由美 | 佐藤東彌 | 11.2%  |              |
| 3                                                        | 10月19日 |          | 毒舌且不拘常規的校對女孩！對不合理的校對規定提出抗議                                                                         | 中谷真由美 | 小室直子 | 12.8%  |              |
| 4                                                        | 10月26日 |          | 校對人員河野悅子VS狗仔隊 將女星的夢想破壞殆盡的記者超級討人厭                                                                | 川崎泉     | 森雅弘   | 11.2%  |              |
| 5                                                        | 11月2日  |          | 不拘常規的校對女孩！向魅力出眾的造型師提出質疑                                                                               | 中谷真由美 | 佐藤東彌 | 11.6%  |              |
| 6                                                        | 11月9日  |          | 一個晚上的緊急校對！由作者、編輯及校對所完成的淚水大作                                                                       | 川崎泉     | 小室直子 | 13.2%  |              |
| 7                                                        | 11月16日 |          | 將幸人令人驚訝的過去予以校對！確認真相後就此破局？                                                                           | 川崎泉     | 小室直子 | 12.5%  |              |
| 8                                                        | 11月23日 |          | 悅子對上部長的前女友⋯全力投入工作與戀愛就能充分得到回報                                                                      | 川崎泉     | 佐藤東彌 | 12.7%  |              |
| 9                                                        | 11月30日 |          | 校對是無關緊要的工作？事態急迫！悅子變得不起眼                                                                               | 中谷真由美 | 小室直子 | 13.2%  |              |
| 完結篇                                                   | 12月7日  |          | 轉調至時尚雜誌編輯部？校對部陷入恐慌！悅子選擇的道路                                                                         | 中谷真由美 | 佐藤東彌 | 12.9%  | 10分鐘加長版 |
| 平均收視率 12.4%（收視率由Video Research於關東地區調查） |          |          | |            |          |        |              |
| 特別篇《不起眼卻很厲害！DX 校閱女孩·河野悅子》           |          |          | |            |          |        |              |
| 集數                                                     | 播出日期 | 標題     | 中文標題 | 編劇       | 導演     | 收視率 | 備註         |
| 特別篇                                                   | 9月20日  |          | 一晚限定的大復活！實現夢想的悅子為了時尚雜誌大抓狂！戀情與事業上的強敵出現！以自身的校對能力解開已故作家原稿之中所隱藏的謎題 | 中谷真由美 | 佐藤東彌 | 10.4%  |              |

### 得獎紀錄
- 2016年銀河獎12月度月間賞 [10]
  - 作品：校對女王
- 第54回銀河獎獎勵賞 [11]
  - 作品：校對女王

### 衍生影集
《不起眼卻很厲害！校閱女孩·河野悅子⋯⋯不在的星期三》於2016年11月30日起Hulu上傳3話。講述沒有河野悅子的校閲部生活。

## 外部連結
- －日本電視台官方網站 （页面存档备份，存于）（日語）
- 校對女王－緯來日本官方網站 （页面存档备份，存于）（繁體中文）
- 校對女王vs時尚惡魔－緯來日本台官方網站 （页面存档备份，存于） （繁體中文）

| 日本電視台 日本電視台週三連續劇           | 日本電視台 日本電視台週三連續劇               | 日本電視台 日本電視台週三連續劇 |
| ----------------------------------------- | --------------------------------------------- | ------------------------------- |
|                                           | （2016年10月5日－2016年12月7日）              |                                 |
| 賣房女子 （2016年7月13日－2016年9月14日） | 東京白日夢女 （2017年1月18日－2017年3月22日） |                                 |

| 台灣 緯來日本台 週六 21:00 - 22:00    | 台灣 緯來日本台 週六 21:00 - 22:00                | 台灣 緯來日本台 週六 21:00 - 22:00 |
| ------------------------------------- | ------------------------------------------------- | --- |
|                                       | 對女王 （2016年10月8日－2016年12月10日）          | |
| 女王 （2016年7月16日－2016年9月17日） | 日本太太好吃驚 （20:00時段）                      | |
| 週一至週五 22:00 - 00:00              |                                                   | |
| （2017年1月9日－2017年1月16日）       | 對女王 （2017年1月17日－2017年1月23日）           | （21:00-23:15） （2017年1月24日） （21:00-23:10） （2017年1月25日） 春節特別節目 （2017年1月26日 - 2017年2月1日） （21:00-23:00） （2017年2月2日－2017年2月15日） （23:00-00:00） （2017年2月2日－2017年2月15日） |
| 週日 22:10                            |                                                   | |
| —                                     | 對女王vs時尚惡魔 （2017年10月8日－2017年10月8日） | — |
| 週日 21:00~22:00                      |                                                   | |
| —                                     | 對女王vs時尚惡魔 （2018年2月8日－2018年2月9日）   | — |